# PRDM12
PRDM12 (англ. PR/SET domain 12) – білок, який кодується однойменним геном, розташованим у людей на короткому плечі 9-ї хромосоми. Довжина поліпептидного ланцюга білка становить 367 амінокислот, а молекулярна маса — 40 403.
| 10         |  | 20         |  | 30         |  | 40         |  | 50         |
| ---------- |  | ---------- |  | ---------- |  | ---------- |  | ---------- |
| MMGSVLPAEA |  | LVLKTGLKAP |  | GLALAEVITS |  | DILHSFLYGR |  | WRNVLGEQLF |
| EDKSHHASPK |  | TAFTAEVLAQ |  | SFSGEVQKLS |  | SLVLPAEVII |  | AQSSIPGEGL |
| GIFSKTWIKA |  | GTEMGPFTGR |  | VIAPEHVDIC |  | KNNNLMWEVF |  | NEDGTVRYFI |
| DASQEDHRSW |  | MTYIKCARNE |  | QEQNLEVVQI |  | GTSIFYKAIE |  | MIPPDQELLV |
| WYGNSHNTFL |  | GIPGVPGLEE |  | DQKKNKHEDF |  | HPADSAAGPA |  | GRMRCVICHR |
| GFNSRSNLRS |  | HMRIHTLDKP |  | FVCRFCNRRF |  | SQSSTLRNHV |  | RLHTGERPYK |
| CQVCQSAYSQ |  | LAGLRAHQKS |  | ARHRPPSTAL |  | QAHSPALPAP |  | HAHAPALAAA |
| AAAAAAAAAH |  | HLPAMVL    |  |            |  |            |  |            |

A: Аланін

C: Цистеїн

D: Аспарагінова кислота

E: Глутамінова кислота

F: Фенілаланін

G: Гліцин

H: Гістидин

I: Ізолейцин

K: Лізин

L: Лейцин

M: Метіонін

N: Аспарагін

P: Пролін

Q: Глутамін

R: Аргінін

S: Серин

T: Треонін

V: Валін

W: Триптофан

Кодований геном білок за функціями належить до трансфераз, метилтрансфераз. 
Задіяний у таких біологічних процесах, як транскрипція, регуляція транскрипції. 
Білок має сайт для зв'язування з іонами металів, іоном цинку, ДНК, S-аденозил-L-метіоніном. 
Локалізований у ядрі.